# Emirados dos Emirados Árabes Unidos

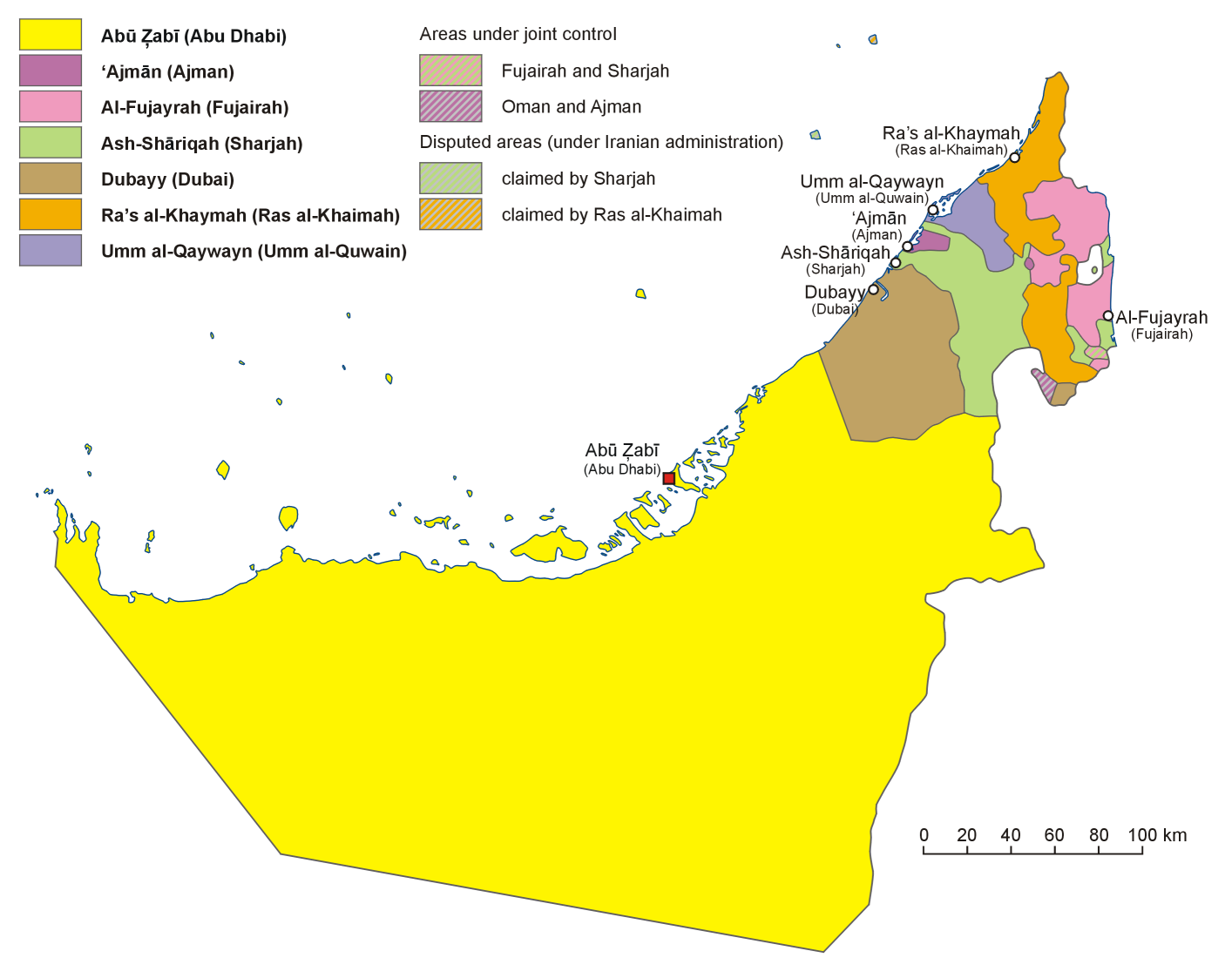
Mapa dos sete emirados dos Emirados Árabes Unidos.

Os Emirados Árabes Unidos são compostos por sete emirados (imarat; singular: imarah):
- Abu Dhabi
- Ajman
- Al Fujayrah
- Sharjah
- Dubai
- Ra's al Khaymah
- Umm al Qaywayn